# Toto Ltd.
A Toto Ltd. é uma empresa localizada em Kitakyushu, Japão, fundada em 1917. É considerada a maior manufatureira de vasos sanitários, sendo conhecida pelo washlet, um vaso sanitário eletrônico com funções de bidê, assento aquecido, entre outras funções.